# Campeonato Pan-Americano de Ciclismo em Pista
O Campeonato Pan-Americano de Ciclismo em Pista, é o campeonato americano de ciclismo para as diferentes modalidades de pista para os países membros da Confederação Pan-Americana de Ciclismo.
A primeira edição disputou-se em Cali em 1974 e até 2004 celebrou-se pelo geral a cada 2 anos. A partir de 2004 sua disputa é anual.

## Sedes
| Edição | Ano  | Cidade              | País                 |
| ------ | ---- | ------------------- | -------------------- |
| I      | 1974 | Cali                | Colômbia             |
| II     | 1976 | San Cristóbal       | Venezuela            |
| III    | 1978 | Santo Domingo       | República Dominicana |
| IV     | 1980 | Santiago de Chile   | Chile                |
| V      | 1981 | Medellín            | Colômbia             |
| VI     | 1982 | São Paulo           | Brasil               |
| VII    | 1984 | Medellín            | Colômbia             |
| VIII   | 1986 |                     |                      |
| IX     | 1988 | Medellín            | Colômbia             |
| X      | 1990 | Duitama             | Colômbia             |
| XI     | 1992 | Quito               | Equador              |
| XII    | 1994 | Curicó e Talca      | Chile                |
| XIII   | 1996 | Puerto La Cruz      | Venezuela            |
| XIV    | 1998 | Cáli                | Colômbia             |
| XVI    | 2000 | Bucaramanga         | Colômbia             |
| XVII   | 2001 | Medellín            | Colômbia             |
| XVIII  | 2002 | Quito               | Equador              |
| XIX    | 2004 | Tinaquillo          | Venezuela            |
| XX     | 2005 | Mar del Plata       | Argentina            |
| XXI    | 2006 | Estado de São Paulo | Brasil               |
| XXII   | 2007 | Valencia            | Venezuela            |
| XXIII  | 2008 | Montevideo          | Uruguai              |
| XXIV   | 2009 | México D.F.         | México               |
| XXV    | 2010 | Aguascalientes      | México               |
| XXVI   | 2011 | Medellín            | Colômbia             |
| XXVII  | 2012 | Mar do Prata        | Argentina            |
| XXVIII | 2013 | México D.F.         | México               |
| XXIX   | 2014 | Aguascalientes      | México               |
| XXX    | 2015 | Santiago de Chile   | Chile                |
| XXXI   | 2016 | Aguascalientes      | México               |
| XXXII  | 2017 | Couva               | Trinidad e Tobago    |
| XXXIII | 2018 | Aguascalientes      | México               |
| XXXIV  | 2019 | Cochabamba          | Bolívia              |

## Provas em pista masculinas

### Quilómetro contrarrelógio
| Edição | Ouro               | Prata                | Bronze                |
| ------ | ------------------ | -------------------- | --------------------- |
| 1974   | Ottavio Dazzan     | Richard Tormen       | Leslie Rawlins        |
| 1976   | Miguel Mergaleff   | Richard Tormen       | Anthony Sellier       |
| 1978   | Antonio Madera     | Jairo Meneses        | David Welley          |
| 1980   | Marcelo Alexandre  |                      | Eduardo Trillini      |
| 1981   | Marcelo Alexandre  | José Antonio Urquijo | Hans Fischer          |
| 1990   | Mario Pons         | Alexis Marcel        | José Julián Velásquez |
| 1992   | Gabriel Cuevas     | Mario Pons           | Gil Cordovés          |
| 1994   | Gene Samuel        | Ángel Darío Colla    | Sergio Rolando        |
| 2000   | Jim Fisher         | Julio César Herrera  | Doug Baron            |
| 2001   | Michel Pedroso     | Jim Fisher           | Enzo Cesario          |
| 2002   | Wilson Meneses     | Michel Pedroso       | Julio César Herrera   |
| 2004   | Christian Stahl    | Alexander Cornelies  | Adam Duvendeck        |
| 2005   | Wilson Meneses     | Sergio Guatto        | Travis Smith          |
| 2006   | Cam MacKinnon      | Julio César Herrera  |                       |
| 2007   | Ahmed López        | Pablo Seisdedos      | Yasmani Poll          |
| 2008   | Marzuki Mejía      | Azikiwe Kellar       | Carlos Carrasco       |
| 2009   | Jimmy Watkins      | Leonardo Narváez     | Travis Smith          |
| 2010   | Cristopher Sellier | Travis Smith         | Ángel Pulgar          |
| 2011   | Ángel Pulgar       | Travis Smith         | Fabián Puerta         |
| 2012   | Quincy Alexander   | Kevin Mansker        | Matías Gatto          |
| 2013   | Fabián Puerta      | Ángel Pulgar         | Anderson Parra        |
| 2014   | Ángel Pulgar       | Anderson Parra       | Santiago Ramírez      |
| 2015   | Santiago Ramírez   | Ángel Pulgar         | Anderson Parra        |
| 2016   | Santiago Ramírez   | Diego Peña           | Stefan Ritter         |
| 2017   | Fabián Puerta      | Santiago Ramírez     | Quincy Alexander      |
| 2018   | Santiago Ramírez   | Kevin Quintero       | Nicholas Paul         |
| 2019   | Kevin Quintero     | Santiago Ramírez     | Vincent De Haître     |

### Keirin
| Edição | Ouro                | Prata               | Bronze                 |
| ------ | ------------------- | ------------------- | ---------------------- |
| 1994   | Marcelo Arrué       | Flavio Guidoni      | Gene Samuel            |
| 2000   | Juan José Haedo     | John Jaime González | Doug Baron             |
| 2001   | Barry Forde         | Michel Pedroso      | Argentina              |
| 2002   | Barry Forde         | Wilson Meneses      | Steen Madsen           |
| 2004   | Gideon Massie       | Rubén Osorio        | Leonardo Narváez       |
| 2005   | Barry Forde         | José Sochón         | Kevin Belz             |
| 2007   | Julio César Herrera | Hernan Sánchez      | Ahmed López            |
| 2008   | Christopher Sellier | Diego Vargas        | Elisha Greene          |
| 2009   | Jonathan Marín      | Jimmy Watkins       | Leonardo Narváez       |
| 2010   | Hersony Canelón     | Barry Forde         | Leonardo Narváez       |
| 2011   | Fabián Puerta       | Hersony Canelón     | Cristian Tamayo        |
| 2012   | Fabián Puerta       | Leandro Botasso     | Travis Smith           |
| 2013   | Fabián Puerta       | Santiago Ramírez    | Leandro Botasso        |
| 2014   | Fabián Puerta       | Hugo Barrette       | Hersony Canelón        |
| 2015   | Fabián Puerta       | Hersony Canelón     | Kacio Da Silva Freitas |
| 2016   | Fabián Puerta       | Leandro Bottasso    | Kwesi Browne           |
| 2017   | Fabián Puerta       | Hugo Barrette       | Leandro Bottasso       |
| 2018   | Hugo Barrette       | Santiago Ramírez    | Kevin Quintero         |
| 2019   | Kevin Quintero      | Santiago Ramírez    | Keron Bramble          |

### Velocidade individual
| Edição | Ouro                | Prata               | Bronze                 |
| ------ | ------------------- | ------------------- | ---------------------- |
| 1974   | Octavio Dazzan      | Enrique Álvarez     | Enrique Barrera        |
| 1976   | Leslie Rawlins      | Ian Atherly         | Julio Cessar Echeverry |
| 1978   | Jairo Meneses       | Xavier Mirander     | Ian Atherly            |
| 1980   | Marcelo Alexandre   | Anibal Montes       | Antonio Urquijo        |
| 1988   | Mario Pons          |                     |                        |
| 1990   | Marcelo Arrué       | Mario Pons          | José María Lovito      |
| 1992   | Gil Cordovés        | Hirán Flores        | John Jaime González    |
| 1994   | Marcelo Arrué       | Cuba                | Cuba                   |
| 2000   | Barry Forde         | Alexander Cornieles | Julio César Herrera    |
| 2001   | Barry Forde         | Steen Madsen        | Michel Pedroso         |
| 2002   | Barry Forde         | Julio César Herrera | Michel Pedroso         |
| 2004   | Giddeon Massie      | Jonathan Marín      | Alexander Cornelies    |
| 2005   | Barry Forde         | Kevin Belz          | Michael Blatchflord    |
| 2007   | Michael Blatchflord | Julio César Herrera | Hernán Sánchez         |
| 2008   | Jonathan Marín      | Rodrigo Barros      | Christopher Sellier    |
| 2009   | Leonardo Narváez    | Travis Smith        | Alejandro Mainat       |
| 2010   | Travis Smith        | Njisane Phillip     | Leonardo Narváez       |
| 2011   | Hersony Canelón     | Jimmy Watkins       | Njisane Phillip        |
| 2012   | Njisane Phillip     | Hersony Canelón     | Fabián Puerta          |
| 2013   | Hersony Canelón     | Joseph Veloce       | Santiago Ramírez       |
| 2014   | Hersony Canelón     | Fabián Puerta       | Santiago Ramírez       |
| 2015   | Fabián Puerta       | Njisane Phillip     | Hugo Barrette          |
| 2016   | Fabián Puerta       | Jair Tjon En Fa     | Santiago Ramírez       |
| 2017   | Hugo Barrette       | Fabián Puerta       | Jair Tjon En Fa        |
| 2018   | Hugo Barrette       | Nicholas Paul       | Kevin Quintero         |
| 2019   | Nicholas Paul       | Jair Tjon En Fa     | Kevin Quintero         |

### Velocidade por equipas
| Edição | Ouro                                                                | Prata                                                                 | Bronze                                                                     |
| ------ | ------------------------------------------------------------------- | --------------------------------------------------------------------- | -------------------------------------------------------------------------- |
| 2000   | Estados Unidos · John Weir · Nathan Rogut · Giddeon Massie          | Trinidad e Tobago · Michael Phillips · Ako Kellar · Elisha Greene     | Barbados · Shawn Kelly · Barry Forde · John Cumberbatch                    |
| 2001   | Canadá · Lars Madsen · Steen Madsen · Doug Baron · Jim Fisher       | Colômbia                                                              | Chile                                                                      |
| 2002   | Cuba · Reiner Cartaya · Yosmani Pol · Michel Pedroso                | Colômbia · Wilson Meneses · Jonathan Marín · Víctor Alvarez           | Chile · Sebastián Muñoz · José Aravena · Enzo Cesario                      |
| 2004   | Venezuela                                                           | Estados Unidos · Giddeon Massie · Adam Duvendeck · Christian Stahl    | Colômbia                                                                   |
| 2005   | Cuba · Julio César Herrera · Reiner Cartaya · Ahmed López           | Canadá · Cam Mackinnon · Travis Smith · Yannik Morin                  | Estados Unidos · Michael Blatchflord · Steven Alfred · Kevin Belz          |
| 2007   | Cuba · Julio César Herrera · Yasmani Poll · Ahmed López             | Estados Unidos · Michael Blatchflord · Adam Duvendeck · Kevin Selker  | Canadá · Cam Mackinnon · Lawrence Leroux · Yannik Morin                    |
| 2008   | Chile · Cristián Concha · Pablo Concha · Cristopher Mansilla        | Trinidad e Tobago · Christopher Sellier · Azikiwe Kellar · Ako Kellar | José Sochón Gabriel Pellecer Daniel Cuté                                   |
| 2009   | Colômbia · Leonardo Narváez · Jonathan Marín · Diego Gutiérrez      | Canadá · Joseph Veloce · Lawrence Leroux · Stéphane Cossette          | Chile · Cristián Concha · Pablo Concha · Cristopher Mancilla               |
| 2010   | Colômbia · Leonardo Narváez · Cristian Tamayo · Fabián Puerta       | Venezuela · César Marcano · Ángel Pulgar · Hersony Canelón            | Trinidad e Tobago · Njisane Phillip · Azikiwe Kellar · Christopher Sellier |
| 2011   | Colômbia · Cristian Tamayo · Fabián Puerta · Jonathan Marín         | Estados Unidos · Dean Tracy · Jimmy Watkins · Michael Blatchford      | Venezuela · Angel Polegar · Hersony Canelón · César Marcano                |
| 2012   | Estados Unidos · Michael Blatchford · Jimmy Watkins · Kevin Mansker | Canadá · Joseph Veloce · Travis Smith · Hugo Barrete                  | Venezuela · Angel Polegar · Hersony Canelón · César Marcano                |
| 2013   | Venezuela · César Marcano · Ángel Pulgar · Hersony Canelón          | Canadá · Joseph Veloce · Stéphane Cossette · Hugo Barrette            | Estados Unidos · Kevin Mansker · Nathan Koch · Matthew Baranoski           |
| 2014   | Venezuela · César Marcano · Ángel Pulgar · Hersony Canelón          | Colômbia · Rúben Murillo · Fabián Puerta · Santiago Ramírez           | Brasil · Dieferson Borges · Kacio Freitas · Flávio Vagner                  |
| 2015   | Venezuela · Hersony Canelón · César Marcano · Ángel Pulgar          | Canadá · Hugo Barrette · Evan Carey · Joseph Veloce                   | Brasil · Flávio Vagner · Kacio Dá Silva Freitas · Hugo Vasconcelos         |
| 2016   | Colômbia · Rubén Darío Murillo · Fabián Puerta · Santiago Ramírez   | Argentina · Leandro Bottasso · Pablo Perruchoud · Juan Pablo Serrano  | Canadá · Patrice Pivin · Joel Archambault · Stefan Ritter                  |
| 2017   | Colômbia · Rubén Darío Murillo · Fabián Puerta · Santiago Ramírez   | Trinidad e Tobago · Kwesi Browne · Njisane Phillip · Nicholas Paul    | Argentina · Leandro Bottasso · Pablo Perruchoud · Juan Pablo Serrano       |
| 2018   | Trinidad e Tobago · Kwesi Browne · Njisane Phillip · Nicholas Paul  | Colômbia · Rubén Murillo · Santiago Ramírez · Kevin Quintero          | Brasil · Flávio Cipriano · Kacio Fonseca · João Vitor dá Silva             |
| 2019   | Trinidad e Tobago · Keron Bramble · Njisane Phillip · Nicholas Paul | Argentina · Farid A suarez · Juan Pablo Serrano · Lucas Vilar         | Equador · Allan Lozano Alban · Francisco Bone Nazareno · Pablo Pacheco     |

### Perseguição individual
| Edição | Ouro              | Prata              | Bronze                |
| ------ | ----------------- | ------------------ | --------------------- |
| 1974   | Fernando Vera     | Luis Hernán Díaz   | Jorge Hernández       |
| 1976   | Balbino Jaramillo | Raúl Vásquez       | Jorge Hernández       |
| 1978   | Balbino Jaramillo | Fernando Vera      | Juan Rivera           |
| 1980   | Pedro Caíno       |                    |                       |
| 1984   | Balbino Jaramillo |                    |                       |
| 1990   | Eduardo Graciano  | Manuel Youshimatz  | Noel de la Cruz       |
| 1992   | Noel de la Cruz   | Raúl Domínguez     | Miguel Droguett       |
| 1994   | Walter Pérez      |                    | Carlos Alberto Suárez |
| 2000   | Víctor Hugo Peña  | Guillermo Brunetta | Marco Arriagada       |
| 2001   | Edgardo Simón     | Guillermo Brunetta | Marco Arriagada       |
| 2002   | Marco Arriagada   | Luca Barazzutti    | Mark Ernsting         |
| 2004   | Sebastián Cancio  | Tomás Gil          | Fernando Antogna      |
| 2005   | Edgardo Simón     | Marco Arriagada    | Brad Huff             |
| 2006   | Carlos Alzate     | Zachary Bell       | Fernando Antogna      |
| 2007   | Carlos Alzate     | Tomás Gil          | Jorge Contreras       |
| 2008   | Svein Tuft        | Fernando Antogna   | Jaime Suaza           |
| 2009   | Jairo Pérez       | Fernando Antogna   | Jaime Suaza           |
| 2010   | Juan Pablo Suárez | Juan Arango        | Eduardo Sepúlveda     |
| 2011   | Arles Castro      | Juan Arango        | Gonzalo Miranda       |
| 2012   | Gideoni Monteiro  | Mauro Agostini     | Carlos Linares        |
| 2013   | Eduardo Sepúlveda | Mauro Agostini     | Jhonatan Restrepo     |
| 2014   | Robert Lea        | Mauro Agostini     | Víctor Moreno         |
| 2015   | Jhonatan Restrepo | Sean McKinnon      | Edward Veal           |
| 2016   | Eduardo Estrada   | Jay Lamoureux      | Edison Bravo          |
| 2017   | Derek Gee         | Jay Lamoureux      | Ignacio Prado         |
| 2018   | Ashton Lambie     | Gavin Hoover       | Luis Villalobos       |
| 2019   | Ashton Lambie     | Brayan Sánchez     | Jay Lamoureux         |

### Perseguição por equipas
| Edição | Ouro                                                                                    | Prata                                                                                        | Bronze                                                                                 |
| ------ | --------------------------------------------------------------------------------------- | -------------------------------------------------------------------------------------------- | -------------------------------------------------------------------------------------- |
| 1974   | Colômbia · Jorge Hernández · Jaime Galeano · Álvaro Bejarano · Luis Hernán Díaz         | México · Jorge Espinosa · Francisco Vázquez · Francisco Huerta · Manuel Sobrancelha          | Venezuela · Vicente Laguna · Gregorio Herrera · Celso Rivero · José Ollarves           |
| 1976   | México · Francisco Javier Huerta · Rubén Camacho · Rosendo Ramos · Jorge Hernández      | Colômbia · Jorge Hernández · Hector Julio Mayorga · John Jairo Quinceno · Jaime Galeano      | Uruguai · Waldemar Pedrazzi · Washington Díaz · Víctor González · Miguel Mergaleff     |
| 1978   | Cuba · Reynaldo Cabrera · Antonio Madera · Juan Rivera · Gustavo Vázquéz                | Colômbia · Oscar Gálvez · José Dario Hernández · Mauricio Mosquera · Jaime Galeano           | México · Gregorio Gámez · Rubén Camacho · Rosendo Ramos · Ernesto Hernández            |
| 1980   | Argentina · Pedro Caíno · Eduardo Trillini                                              |                                                                                              |                                                                                        |
| 1982   |                                                                                         | Colômbia                                                                                     |                                                                                        |
| 1990   | Cuba · Rigoberto Rielo · Noel de la Cruz · Alexis Marcel · Conrado Cabrera              | Colômbia · Leonardo Cardona · Gustavo Yusti · Jorge Iván Casas · Fernando Sierra             | Chile · Miguel Droguett · Iván Henríquez · Freddy Aquea · Óscar Ortiz                  |
| 1992   | Cuba · Raúl Domínguez · Noel de la Cruz · Eugenio Castro · Félix López                  | Colômbia · Alberny de Jesús Vargas · Fernando Sierra · Esteban López · José Julián Velásquez | México · Raúl Frias · Jesús Nieto · Francisco Prado · Carlos Anguiano                  |
| 1994   | Argentina · Walter Pérez · Ángel Darío Colla · Edgardo Simón · Sergio Giovachini        | Cuba · Iosvani Domínguez · Eugenio Castro · Iván Domínguez · Héctor Ajete                    | Chile · José Medina · Luis Fernando Sepúlveda · Manuel Arriagada · Víctor Garrido      |
| 2000   | Colômbia · Marlon Pérez · Víctor Hugo Peña · Giovanni López · John Durango              | Chile · Richard Rodríguez · Antonio Cabrera · Francisco Cabrera · Marco Arriagada            | Argentina · Oscar Villalobos · Ezequiel Romero · Facundo Bazzi · Guillermo Brunetta    |
| 2001   | Chile · Antonio Cabrera · Marco Arriagada · Luis Fernando Sepúlveda · Marcelo Arriagada | Argentina · Guillermo Brunetta · Ezequiel Romero · Edgardo Simón · Juan Curuchet             | Colômbia · Arles Castro · José Serpa · John Durango · John Fredy Parra                 |
| 2002   | Chile · Marco Arriagada · Luis Fernando Sepúlveda · Enzo Cesario · Richard Rodríguez    | Brasil · Hernandes Quadri Júnior · Armando Camargo · André Polini · Marcos Novello           | México · Ignacio Sarabia · José Sánchez · Luis Macías · Juan da Rosa                   |
| 2004   | Colômbia · José Serpa · Rafael Infantino · Juan Pablo Suárez · Andrés Rodríguez         | Venezuela · Richard Ochoa · Tomás Gil · Isaac Cañizales · Franklin Raúl Chacón               | Chile · Enzo Cesario · Gonzalo Miranda · Francisco Cesario · José Aravena              |
| 2005   | Chile · Marco Arriagada · Gonzalo Miranda · Luis Sepúlveda · Enzo Cesario               | Argentina · Edgardo Simón · Sebastián Cancio · Fernando Antogna · César Sigura               | Colômbia · Carlos Alzate · José Serpa · Alexander González · Carlos Quintero           |
| 2007   | Colômbia · Juan Pablo Forero · Arles Castro · Carlos Alzate · Jairo Pérez               | Venezuela · Tomás Gil · Richard Ochoa · Franklin Chacón · Yosvangs Vermelhas                 | República Dominicana · Augusto Sánchez · Jorge Pérez · Euri Vidal · Rafael Meran       |
| 2008   | Colômbia · Jaime Suaza · Edwin Avila · Weimar Roldán · Carlos Urán                      | Chile · Luis Mansilla · Antonio Cabrera · Gonzalo Miranda · Raúl Bravo                       | Argentina · Edgardo Simón · Fernando Antogna · Mauro Agostini · Marcos Crespo          |
| 2009   | Colômbia · Jairo Pérez · Jaime Suaza · John Fredy Parra · Juan Pablo Suárez             | Chile · Pablo Seisdedos · Luis Mansilla · Antonio Cabrera · José Medina ·                    | Cuba · Reldys Pérez · Rubén Campanioni · Jans Carlos Arias · Pedro Sibila              |
| 2010   | Colômbia · Juan Pablo Suárez · Arles Castro · Weimar Roldán · Edwin Ávila               | Chile · Enzo Cesario · Pablo Seisdedos · Antonio Cabrera · Luis Mansilla                     | Cuba · Pedro Sibila · Reldys Pérez · Jans Carlos Arias · Rubén Campanioni              |
| 2011   | Colômbia · Juan Arango · Edwin Avila · Arles Castro · Weimar Roldán                     | Chile · Antonio Cabrera · Gonzalo Miranda · Luis Mansilla · Luis Sepúlveda                   | Argentina · Eduardo Sepúlveda · Maximiliano Almada · Cristian Martínez · Marcos Crespo |
| 2012   | Chile · Antonio Cabrera · Luis Sepúlveda · Gonzalo Miranda · Pablo Seisdedos            | Brasil · Gideoni Monteiro · Thiago Nardin · Armando Camargo · Leandro Silva                  | Argentina · Walter Pérez · Maximiliano Almada · Mauro Agostini · Marcos Crespo         |
| 2013   | Argentina · Walter Pérez · Maximiliano Richeze · Mauro Richeze · Eduardo Sepúlveda      | Colômbia · Fernando Gaviria · Jhonatan Restrepo · Jordan Parra · Sebastián Molano            | México · José Alfredo Aguirre · Edibaldo Maldonado · Ramón Aguirre · Diego Yepez       |
| 2014   | Colômbia · Brayan Sánchez · Jhonatan Restrepo · Arles Castro · Sebastián Molano         | Argentina · Walter Pérez · Mauro Agostini · Mauro Richeze · Juan Darío Merlos                | Venezuela · Manuel Briceño · Randal Figueroa · Víctor Moreno · Máximo Rojas            |
| 2015   | Colômbia · Juan Esteban Arango · Jordan Parra · Arles Castro · Jhonatan Restrepo        | Canadá · Aidan Caves · Sean McKinnon · Remi Pelletier-Roy · Edward Veal                      | Chile · Cristian Cornejo · Felipe Peñaloza · Luis Sepúlveda · Elias Tello Bolvaran     |
| 2016   | Colômbia · Juan Esteban Arango · Brayan Sánchez · Eduardo Estrada · Wilmar Paredes      | Canadá · Ed Veal · Aidan Caves · Jay Lamoureux · Adam Jamieson                               | Chile · Antonio Cabrera · Edison Bravo · Nicolás González · Diego Ferreyra             |
| 2017   | Canadá · Aidan Caves · Jay Lamoureux · Derek Gee · Bayley Simpson                       | Estados Unidos · Eric Young · Logan Owen · Daniel Summerhill · Adrian Hegyvary               | Chile · Elías Tello · Luis Fernando Sepúlveda · Cristian Cornejo · Antonio Cabrera     |
| 2018   | Estados Unidos · Ashton Lambie · Eric Young · Colby Lange · Gavin Hoover                | Colômbia · Juan Esteban Arango · Brayan Sánchez · Carlos Tobón · Marvin Angarita             | México · José Alfredo Aguirre · Ignacio Prado · Edibaldo Maldonado · Ignacio Sarabia   |
| 2019   | Canadá · Derek Gee · Jay Lamoureux · Vincent De Haître · Michael Foley                  | Estados Unidos · John Croom · Eric Young · Ashton Lambie · Daniel Holloway                   | Colômbia · Brayan Sánchez · Carlos Tobón · Juan Esteban Arango · Wilmar Molina         |

### Corrida por pontos
| Edição    | Ouro                    | Prata                   | Bronze                  |
| --------- | ----------------------- | ----------------------- | ----------------------- |
| 1974-1976 | Prova não realizada     | Prova não realizada     | Prova não realizada     |
| 1978      | Jaime Galeano           | Víctor González         | Sergio Aliste           |
| 1980      | Pedro Caíno             | Antonio Silvestre       | Gregorio Gómez          |
| 1984      | Balbino Jaramillo       |                         |                         |
| 1990      | Manuel Youshimatz       | Miguel Droguett         | Leonardo Cardona        |
| 1992      | Fernando Sierra         | Eduardo Alonso          | Conrado Cabrera         |
| 1994      | Leonardo Cardona        | Milton Wynants          | Hernandes Quadri Júnior |
| 2000      | Hernandes Quadri Júnior | José Sánchez            | Marlon Pérez            |
| 2001      | Marco Arriagada         | Leonardo Duque          | José Sánchez            |
| 2002      | Marco Arriagada         | Luis Fernando Sepúlveda | Hernandes Quadri Júnior |
| 2004      | Richard Ochoa           | Gonzalo Miranda         | Sebastián Cancio        |
| 2005      | Juan Curuchet           | Marco Arriagada         | John Fredy Parra        |
| 2007      | Arles Castro            | Andris Hernández        | Carlos Hernández        |
| 2008      | Svein Tuft              | Daniel Holloway         | Antonio Cabrera         |
| 2009      | Juan Pablo Suárez       | Carlos Hernández        | Jairo Pérez             |
| 2010      | Weimar Roldán           | Jorge Luis Montenegro   | Ramón Aguirre           |
| 2011      | Edwin Avila             | Pablo Seisdedos         | Yans Carlos Arias       |
| 2012      | Edison Bravo            | Fabrizio Von Nacher     | Juan Gáspari            |
| 2013      | Máximo Rojas            | Jan Carlos Arias        | Manuel Rodas            |
| 2014      | Luis Mansilla           | Manuel Briceño          | Robert Lea              |
| 2015      | Eduardo Sepúlveda       | Sean McKinnon           | Juan Ignacio Curuchet   |
| 2016      | Juan Esteban Arango     | Manuel Rodas            | Rubén Ramos             |
| 2017      | Eric Young              | Antonio Cabrera         | Edwin Ávila             |
| 2018      | Felipe Peñaloza         | Jorge Luis Montenegro   | Rubén Ramos             |
| 2019      | Michael Foley           | Ignacio Sarabia         | Brayan Sánchez          |

### Scratch
| Edição | Ouro                  | Prata               | Bronze                  |
| ------ | --------------------- | ------------------- | ----------------------- |
| 2002   | Juan da Rosa          | Marcelo Arriagada   | Marcos Novello          |
| 2004   | Ángel Darío Colla     | Gonzalo Miranda     | Isaac Cañizales         |
| 2005   | Ángel Darío Colla     | José Aravena        | Walter Pérez            |
| 2007   | Luis Mansilla         | Máximo Rojas        | Cristian Clavero        |
| 2008   | Ángel Darío Colla     | Luis Mansilla       | Cody O'Reilly           |
| 2009   | Pablo Seisdedos       | Ángel Darío Colla   | Mario Alberto Contreras |
| 2010   | Carlos Ospina         | Cody O'Reilly       | Luis Mansilla           |
| 2011   | Carlos Urán           | Cristopher Mansilla | Angel Darío Colla       |
| 2012   | Robert Lea            | Pablo Seisdedos     | Darren Matthews         |
| 2013   | Maximiliano Richeze   | Jan Carlos Arias    | Máximo Rojas            |
| 2014   | Jorge Luis Montenegro | Luis Mansilla       | Chistopher Mansilla     |
| 2015   | Aidan Caves           | Chistopher Mansilla | Bobby Lea               |
| 2016   | Alfredo Santoyo       | Zak Kovalcik        | Edwin Sutherland        |
| 2017   | Hugo Velázquez        | Bryan Gómez         | Clever Martínez         |
| 2018   | Adrian Hegyvary       | Iván Carbajal       | Antonio Cabrera         |
| 2019   | Ashton Lambie         | Ignacio Prado       | Aidan Caves             |

### Madison ou Americana
| Edição | Ouro                                                | Prata                                                  | Bronze                                                 |
| ------ | --------------------------------------------------- | ------------------------------------------------------ | ------------------------------------------------------ |
| 2000   | Colômbia · John Durango · Giovanni López            | Argentina · Ezequiel Romero · Mario Giménez            | Chile · Richard Rodríguez · Francisco Cabrera          |
| 2001   | Colômbia · Leonardo Duque · Víctor Herrera          | Chile                                                  | Argentina · Juan Curuchet · Gabriel Curuchet           |
| 2002   | Chile · Richard Rodríguez · Luis Fernando Sepúlveda | México · Juan da Rosa · José Sánchez                   | Uruguai · Milton Wynants · Agustín Margalef            |
| 2004   | Colômbia · José Serpa · John Fredy Parra            | Miguel Pérez David Calanche                            | Chile · Enzo Cesario · José Aravena                    |
| 2005   | Argentina · Juan Curuchet · Walter Pérez            | Chile · Enzo Cesario · Luis Sepúlveda                  | Colômbia · José Serpa · Alexander González             |
| 2007   | Estados Unidos · Brad Huff · Colby Pearce           | Chile · Gonzalo Miranda · Luis Sepúlveda               | Cuba · Michel Fernández · Yunier Alonso                |
| 2008   | Canadá · Svein Tuft · Zachery Bell                  | Chile · Gonzalo Miranda · Luis Sepúlveda               | Colômbia · Carlos Urán · Armando Cárdenas              |
| 2009   | México · Luis Macías · Ignacio Sarabia              | Brasil · Thiago Nardin · Marcos Novello                | República Dominicana · Rafael Germán · Benigno da Cruz |
| 2010   | Colômbia · Carlos Ospina · Weimar Roldán            | República Dominicana · Rafael Germán · Augusto Sánchez | Argentina · Marcos Crespo · Martín Ercila              |
| 2011   | Chile · Antonio Cabrera · Cristopher Mansilla       | Colômbia · Edwin Avila · Weimar Roldán                 | México · Diego Yepez · Cristian Medina                 |
| 2012   | Chile · Antonio Cabrera · Cristopher Mansilla       | Brasil · Armando Camargo · Thiago Nardin               | Equador · Byron Guamá · José Ragonessi                 |
| 2013   | México · Diego Yepez · Ramón Aguirre                | Argentina · Walter Pérez · Eduardo Sepúlveda           | Cuba · Jan Carlos Arias · Ramón Martín                 |
| 2014   | Estados Unidos · Jakob Duehring · Robert Lea        | Colômbia · Jhonatan Restrepo · Jordan Parra            | Argentina · Walter Pérez · Marcos Crespo               |
| 2015   | Estados Unidos · Jacob Duehring · Robert Lea        | Colômbia · Juan Esteban Arango · Jhonatan Restrepo     | Chile · Luis Fernando Sepúlveda · Gonzalo Miranda      |
| 2016   | Chile · Antonio Cabrera · Edison Bravo              | Colômbia · Eduardo Estrada · Jordan Parra              | Argentina · Rubén Ramos · Sebastián Trillini           |
| 2017   | Estados Unidos · Zachary Carlson · Zak Kovalcik     | Argentina · Tomás Contte · Sebastián Trillini          | Colômbia · Jordan Parra · Edwin Ávila                  |
| 2018   | Estados Unidos · Daniel Holloway · Adrian Hegyvary  | México · Ignacio Sarabia · José Alfredo Aguirre        | Chile · Felipe Peñaloza · Antonio Cabrera              |
| 2019   | México · Ignacio Prado · Ignacio Sarabia            | Estados Unidos · Adrian Hegyvary · Daniel Holloway     | Chile · Matias Arriagada · Antonio Cabrera             |

### Omnium
| Edição | Ouro                  | Prata                | Bronze             |
| ------ | --------------------- | -------------------- | ------------------ |
| 2007   | Brad Huff             | Juan Arango          | Jorge Pérez        |
| 2008   | Carlos Urán           | Zachary Bell         | Angel Darío Colla  |
| 2009   | Rubén Campanioni      | Pablo Seisdedos      | Ángel Darío Colla  |
| 2010   | Carlos Urán           | Rubén Campanioni     | Luis Mansilla      |
| 2011   | Luis Mansilla         | Carlos Linares       | Carlos Urán        |
| 2012   | Walter Pérez          | Carlos Linares       | Robert Lea         |
| 2013   | Fernando Gaviria      | José Alfredo Aguirre | Pablo Seisdedos    |
| 2014   | Juan Sebastián Molano | Christopher Mansilla | Rémi Pelletier-Roy |
| 2015   | Juan Esteban Arango   | Ignacio Prado        | Rémi Pelletier-Roy |
| 2016   | Aidan Caves           | Julio Padilla        | Zak Kovalcik       |
| 2017   | Ignacio Prado         | Aidan Caves          | Tomás Contte       |
| 2018   | Ángel Pulgar          | Carlos Quishpe       | Ignacio Prado      |
| 2019   | Derek Gee             | Ignacio Prado        | Gavin Hoover       |

## Provas em pista femininas

### 500 metros contrarrelógio
| Edição | Ouro             | Prata            | Bronze               |
| ------ | ---------------- | ---------------- | -------------------- |
| 2000   | Daniela Larreal  | Lori-Ann Muenzer | Yumari González      |
| 2001   | Yumari González  | Daniela Larreal  | Diana García         |
| 2002   | Yumari González  | Lori-Ann Muenzer | Diana García         |
| 2004   | Tanya Lindenmuth | Yumari González  | Diana García         |
| 2005   | Lisandra Guerra  | Nancy Contreras  | Yumari González      |
| 2006   | Lisandra Guerra  | Angie González   | Diana García         |
| 2007   | Lisandra Guerra  | Diana García     | Angie González       |
| 2008   | Diana García     | Paola Muñoz      | Cinthia Martínez     |
| 2009   | Lisandra Guerra  | Diana García     | Cari Higgins         |
| 2010   | Lisandra Guerra  | Monique Sullivan | Nancy Contreras      |
| 2011   | Lisandra Guerra  | Juliana Gaviria  | Cristin Walker       |
| 2012   | Lisandra Guerra  | Juliana Gaviria  | Elisabeth Carlson    |
| 2013   | Lisandra Guerra  | Juliana Gaviria  | Madalyn Godby        |
| 2014   | Lisandra Guerra  | Juliana Gaviria  | María Esthela Vilera |
| 2015   | Jessica Salazar  | Juliana Gaviria  | Lisandra Guerra      |
| 2016   | Jessica Salazar  | Martha Bayona    | Juliana Gaviria      |
| 2017   | Jessica Salazar  | Martha Bayona    | Mandy Marquardt      |
| 2018   | Jessica Salazar  | Daniela Gaxiola  | Martha Bayona        |
| 2019   | Jessica Salazar  | Martha Bayona    | Daniela Gaxiola      |

### Keirin
| Edição | Ouro             | Prata            | Bronze               |
| ------ | ---------------- | ---------------- | -------------------- |
| 2002   | Lori-Ann Muenzer | Yumari González  | Diana García         |
| 2004   | Diana García     | Yumari González  | Tanya Lindenmuth     |
| 2005   | Daniela Larreal  | Lisandra Guerra  | Diana García         |
| 2006   | Lisandra Guerra  | Angie González   | Diana García         |
| 2007   | Jennie Reed      | Lisandra Guerra  | Nancy Contreras      |
| 2008   | Diana García     | Maritza Ceballos | Diana Almada         |
| 2009   | Lisandra Guerra  | Diana García     | Cari Higgins         |
| 2010   | Lisandra Guerra  | Daniela Larreal  | Diana García         |
| 2011   | Lisandra Guerra  | Cristin Walker   | Monique Sullivan     |
| 2012   | Monique Sullivan | Daniela Gaxiola  | Jennifer Valente     |
| 2013   | Lisandra Guerra  | Juliana Gaviria  | María Esthela Vilera |
| 2014   | Monique Sullivan | Gabriela Yumi    | Daniela Larreal      |
| 2015   | Monique Sullivan | Martha Bayona    | Jessica Salazar      |
| 2016   | Daniela Gaxiola  | Juliana Gaviria  | Martha Bayona        |
| 2017   | Martha Bayona    | Mandy Marquardt  | Daniela Gaxiola      |
| 2018   | Martha Bayona    | Lauriane Genest  | Amelia Walsh         |
| 2019   | Lauriane Genest  | Martha Bayona    | Kelsey Mitchell      |

### Velocidade individual
| Edição | Ouro              | Prata            | Bronze                 |
| ------ | ----------------- | ---------------- | ---------------------- |
| 1990   | Gabriela Riquelme | Yacel Ojeda      | Janeth Burgos          |
| 1992   | Daniela Larreal   | Yacel Ojeda      | Zuleika Jáurega        |
| 1994   | Zuleika Jáurega   | Iêda Botelho     | Jessica Grieco         |
| 2000   | Lori-Ann Muenzer  | Daniela Larreal  | Yumari González        |
| 2001   | Daniela Larreal   | Yumari González  | Diana García           |
| 2002   | Lori-Ann Muenzer  | Yumari González  | Diana García           |
| 2004   | Tanya Lindenmuth  | Yumari González  | Diana García           |
| 2005   | Diana García      | Lisandra Guerra  | Angie González         |
| 2006   | Diana García      | Lisandra Guerra  | Angie González         |
| 2007   | Lisandra Guerra   | Jennie Reed      | Diana García           |
| 2008   | Diana García      | Maritza Ceballos | María Fernanda Jiménez |
| 2009   | Lisandra Guerra   | Diana García     | Cari Higgins           |
| 2010   | Lisandra Guerra   | Diana García     | Daniela Larreal        |
| 2011   | Lisandra Guerra   | Monique Sullivan | Daniela Larreal        |
| 2012   | Monique Sullivan  | Lisandra Guerra  | Daniela Gaxiola        |
| 2013   | Lisandra Guerra   | Juliana Gaviria  | Gleidimar Tapia        |
| 2014   | Lisandra Guerra   | Monique Sullivan | Daniela Larreal        |
| 2015   | Jessica Salazar   | Juliana Gaviria  | Lisandra Guerra        |
| 2016   | Jessica Salazar   | Yuli Verdugo     | Daniela Gaxiola        |
| 2017   | Daniela Gaxiola   | Yuli Verdugo     | Madalyn Godby          |
| 2018   | Daniela Gaxiola   | Jessica Salazar  | Martha Bayona          |
| 2019   | Kelsey Mitchell   | Martha Bayona    | Mandy Marquardt        |

### Velocidade por equipas
| Edição | Ouro                                              | Prata                                              | Bronze                                           |
| ------ | ------------------------------------------------- | -------------------------------------------------- | ------------------------------------------------ |
| 2007   | Venezuela · Karelia Machado · Angie González      | Cuba · Lisandra Guerra · Yumari González           | México                                           |
| 2008   | Colômbia · Diana García · Maritza Ceballos        | Chile · Paola Muñoz · Daniela Guajardo             | Uruguai · Cinthia Martínez · Johana Bracco       |
| 2009   | Colômbia · Diana García · Sol Roa                 | Canadá · Monique Sullivan · Tara Whitten           | México · Nancy Contreras · Stephany Tinajero     |
| 2010   | Cuba · Lisandra Guerra · Arianna Herrera          | Colômbia · Diana García · Juliana Gaviria          | México · Nancy Contreras · Daniela Gaxiola       |
| 2011   | Colômbia · Diana García · Juliana Gaviria         | Venezuela · María Estela Vilera · Daniela Larreal  | Cuba · Lisandra Guerra · Arianna Herrera         |
| 2012   | Venezuela · Daniela Larreal · María Estela Vilera | Estados Unidos · Elisabeth Carlson · Dana Feiss    | Colômbia · Diana García · Juliana Gaviria        |
| 2013   | Colômbia · Juliana Gaviria · Martha Bayona        | Cuba · Lisandra Guerra · Laura Arias               | Venezuela · Marynés Prada · Gleidimar Tapia      |
| 2014   | Colômbia · Juliana Gaviria · Diana García         | Venezuela · Daniela Larreal · María Esthela Vilera | Cuba · Lisandra Guerra · Marlies Mejías          |
| 2015   | Colômbia · Martha Bayona · Juliana Gaviria        | México · Luz Gaxiola · Jessica Salazar             | Canadá · Monique Sullivan · Kate O'Brien         |
| 2016   | México · Jessica Salazar · Yuli Verdugo           | Colômbia · Juliana Gaviria · Martha Bayona         | Estados Unidos · Mandy Marquardt · Madalyn Godby |
| 2017   | Estados Unidos · Madalyn Godby · Mandy Marquardt  | Canadá · Stephanie Roorda · Amelia Walsh           | Venezuela · Mariaesthela Vilera · Yolimar Pérez  |
| 2018   | México · Daniela Gaxiola · Jessica Salazar        | Estados Unidos · Mandy Marquardt · Madalyn Godby   | Canadá · Lauriane Genest · Amelia Walsh          |
| 2019   | Canadá · Kelsey Mitchell · Lauriane Genest        | México · Jessica Salazar · Yuli Verdugo            | Colômbia · Juliana Gaviria · Diana García        |

### Perseguição individual
| Edição | Ouro               | Prata                | Bronze               |
| ------ | ------------------ | -------------------- | -------------------- |
| 1988   | Martha Ligia Maya  |                      |                      |
| 1990   | Adriana Muriel     | Tatiana Fernández    | Odalys Tomps         |
| 1992   | Maddy Toermen      | Adriana Muriel       | Belem Guerreiro      |
| 1994   | Dania Pérez        | Belem Guerreiro      | Yacel Ojeda          |
| 2000   | Erin Carter        | Dania Pérez          | Mandy Poitras        |
| 2001   | María Luisa Cale   | Belem Guerreiro      | Yuliet Rodríguez     |
| 2002   | Belem Guerreiro    | Erin Carter          | Sandra Gómez         |
| 2004   | Yoanka González    | Sarah Uhl            | Dayana Chirinos      |
| 2005   | María Luisa Cale   | Kristin Armstrong    | Erin Mirabella       |
| 2007   | María Luisa Cale   | Danielys García      | Dalila Rodríguez     |
| 2008   | Dotsie Bausch      | Ana Bernal           | Valeria Müller       |
| 2009   | Tara Whitten       | Dalila Rodríguez     | Yudelmis Domínguez   |
| 2010   | Sarah Hammer       | María Luisa Cale     | Dalila Rodríguez     |
| 2011   | María Luisa Cale   | Yudelmis Domínguez   | Marlies Mejías       |
| 2012   | María Luisa Cale   | Marlies Mejías       | Elizabeth Newell     |
| 2013   | Marlies Mejías     | Yudelmis Domínguez   | Elizabeth Newell     |
| 2014   | Jasmin Glaesser    | Marlies Mejías       | María Luisa Cale     |
| 2015   | Jennifer Valente   | Kelly Catlin         | Annie Foreman-Mackey |
| 2016   | Kelly Catlin       | Marlies Mejías       | Jasmin Glaesser      |
| 2017   | Kelly Catlin       | Kinley Gibson        | Mailín Sánchez       |
| 2018   | Kelly Catlin       | Marlies Mejias       | Jennifer Wheeler     |
| 2019   | Georgia Simmerling | Annie Foreman-Mackey | Emma White           |

### Perseguição por equipas
| Edição | Ouro                                                                                     | Prata                                                                             | Bronze                                                                            |
| ------ | ---------------------------------------------------------------------------------------- | --------------------------------------------------------------------------------- | --------------------------------------------------------------------------------- |
| 2008   | Colômbia · Laura Lozano · Ana Bernal · Sandra Gómez                                      | Argentina · Valeria Pintos · Cristina Greve · Alejandra Alliegro                  |                                                                                   |
| 2009   | Cuba · Yumari González · Dalila Rodríguez · Yudelmis Domínguez                           | Colômbia · Lorena Vargas · Sérika Gulumá · Laura Lozano                           | Canadá · Laurie Dupont · Tara Whitten · Laura Brown                               |
| 2010   | Estados Unidos · Sarah Hammer · Lauren Tamayo · Dotsie Bausch                            | Cuba · Yumari González · Dalila Rodríguez · Yudelmis Domínguez                    | Colômbia · María Luisa Cale · Lorena Vargas · Natalia Muñoz                       |
| 2011   | Cuba · Yoanka González · Yudelmis Domínguez · Marlies Mejías                             | Venezuela · Angie González · Danielys García · Lilibeth Chacón                    | Colômbia · Sérika Gulumá · Lorena Vargas · Luz Adriana Tovar                      |
| 2012   | Canadá · Allison Beveridge · Stephanie Roorda · Laura Brown                              | Venezuela · Angie González · Danielys García · Lilibeth Chacón                    | Estados Unidos · Jennifer Valente · Cari Higgins · Elizabeth Newell               |
| 2013   | Cuba · Yudelmis Domínguez · Marlies Mejías · Arlenis Sierra                              | Colômbia · María Luisa Cale · Sérika Gulumá · Milena Salcedo                      | Venezuela · Jennifer César · Angie González · Danielys García                     |
| 2014   | Estados Unidos · Jennifer Valente · Elizabeth Newell · Amber Gaffney · Kimberly Geist    | Cuba · Yudelmis Domínguez · Marlies Mejías · Yumari González · Yoanka González    | Venezuela · Jennifer César · Angie González · Lilibeth Chacón · Zuralmy Rivas     |
| 2015   | Estados Unidos · Kelly Catlin · Sarah Hammer · Ruth Winder · Jennifer Valente            | Canadá · Allison Beveridge · Stephanie Roorda · Kirsti Lay · Annie Foreman-Mackey | Chile · Denisse Ahumada · Flor Palma · Valentina Monsalve · Daniela Guajardo      |
| 2016   | Canadá · Jasmin Glaesser · Ariane Bonhomme · Kinley Gibson · Jamie Gilgen                | México · Yareli Salazar · Mayra Rocha · Sofía Arreola · Jessica Bonilla           | Chile · Javiera Reis · Constanza Paredes · Carolina Oyarzo · Paola Muñoz          |
| 2017   | Canadá · Ariane Bonhomme · Kinley Gibson · Devaney Collier · Meghan Grant                | México · Sofía Arreola · Yareli Salazar · Jessica Bonilla · Mayra Rocha           | Cuba · Arlenis Sierra · Marlies Mejías · Mailín Sánchez · Yeima Torres            |
| 2018   | Estados Unidos · Jennifer Valente · Kimberly Geist · Kelly Catlin · Christina Birch      | México · Yarely Salazar · Ana Teresa Casas · Jessica Bonilla · Brenda Santoyo     | Canadá · Maggie Coles-Lyster · Laurie Jussaume · Devaney Collier · Miriam Brouwer |
| 2019   | Canadá · Allison Beveridge · Annie Foreman-Mackey · Ariane Bonhomme · Georgia Simmerling | Estados Unidos · Lily Williams · Kendall Ryan · Emma White · Christina Birch      | México · Jessica Bonilla · Maria Gaxiola · Mayra Rocha · Sofia Arreola            |

### Corrida por pontos
| Edição | Ouro               | Prata                  | Bronze            |
| ------ | ------------------ | ---------------------- | ----------------- |
| 1990   | Odalys Tomps       | Isabel León            | Gabriela Riquelme |
| 1992   | Yacel Ojeda        | María Consolo Restrepo | Belem Guerreiro   |
| 1994   | Cuba               |                        |                   |
| 2000   | Dania Pérez        | Yoanka González        | Erin Carter       |
| 2001   | Belem Guerreiro    | Yuliet Rodríguez       | Dayana Chirinos   |
| 2002   | Belem Guerreiro    | Patricia Palencia      | María Parra       |
| 2004   | Sandra Gómez       | Amelia Blanco          | Dayana Chirinos   |
| 2005   | Erin Mirabella     | Yudelmis Domínguez     | Yumari González   |
| 2006   | Yoanka González    | Cristina Greve         | Mónica Méndez     |
| 2007   | Belem Guerreiro    | Sandra Gómez           | Yoanka González   |
| 2008   | Yoanka González    | Belem Guerreiro        | Valeria Müller    |
| 2009   | Yumari González    | Paola Muñoz            | Tara Whitten      |
| 2010   | Theresa Cliff-Ryan | Lorena Vargas          | Danielys García   |
| 2011   | Lilibeth Chacón    | Arlenis Sierra         | Cari Higgins      |
| 2012   | Paola Muñoz        | Danielys García        | Daniela Guajardo  |
| 2013   | Yudelmis Domínguez | María Luisa Cale       | Danielys García   |
| 2014   | Jasmin Glaesser    | Arlenis Sierra         | María Luisa Cale  |
| 2015   | Stephanie Roorda   | Kimberly Geist         | Arlenis Sierra    |
| 2016   | Jasmin Glaesser    | Arlenis Sierra         | Ariane Bonhomme   |
| 2017   | Jennifer Valente   | Angie González         | Stephanie Roorda  |
| 2018   | Jennifer Valente   | Jessica Bonilla        | Marlies Mejias    |
| 2019   | Jennifer Valente   | Sofia Arreola          | Lina Hernández    |

### Scratch
| Edição | Ouro              | Prata             | Bronze             |
| ------ | ----------------- | ----------------- | ------------------ |
| 2002   | Belem Guerreiro   | Patricia Palencia | Claudia Aravena    |
| 2004   | Yumari González   | Dayana Chirinos   | Paola Muñoz        |
| 2005   | Yumari González   | Mandy Poitras     | Gina Grain         |
| 2006   | Yumari González   | Yoanka González   | Karelia Machado    |
| 2007   | Elizabeth Agudelo | Jessica Jurado    | Janildes Fernandez |
| 2008   | Yoanka González   | Paola Muñoz       | Laura Lozano       |
| 2009   | Yumari González   | Cari Higgins      | Paola Muñoz        |
| 2010   | Yumari González   | Sofía Arreola     | Paola Muñoz        |
| 2011   | Yoanka González   | Lorena Vargas     | Ingrid Drexel      |
| 2012   | Lilibeth Chacón   | Daniela Guajardo  | Jennifer Valente   |
| 2013   | Elizabeth Newell  | Milena Salcedo    | Yudelmis Domínguez |
| 2014   | Arlenis Sierra    | Yareli Salazar    | Daniela Guajardo   |
| 2015   | Jennifer Valente  | Allison Beveridge | Arlenis Sierra     |
| 2016   | Yareli Salazar    | Paola Muñoz       | Arlenis Sierra     |
| 2017   | Jennifer Valente  | Marlies Mejías    | Allison Beveridge  |
| 2018   | Jennifer Valente  | Marlies Mejias    | Mayra Rocha        |
| 2019   | Jennifer Valente  | Lizbeth Salazar   | Kinley Gibson      |

### Madison ou Americana
| Edição | Ouro                                             | Prata                                             | Bronze                                            |
| ------ | ------------------------------------------------ | ------------------------------------------------- | ------------------------------------------------- |
| 2016   | México · Mayra Rocha · Sofía Arreola             | Estados Unidos · Colleen Gulick · Christine Birch | Cuba · Marlies Mejías · Iraida Garcia             |
| 2017   | Canadá · Allison Beveridge · Stephanie Roorda    | Estados Unidos · Kimberly Geist · Kimberly Zubris | México · Sofía Arreola · Mayra Rocha              |
| 2018   | México · Yarely Salazar · Sofía Arreola          | Canadá · Allison Beveridge · Stephanie Roorda     | Estados Unidos · Kimberly Geist · Christina Birch |
| 2019   | Estados Unidos · Kendall Ryan · Jennifer Valente | México · Jessica Bonilla · Lizbeth Salazar        | Brasil · Daniela Lionco · Wellyda Santos          |

### Omnium
| Edição | Ouro             | Prata             | Bronze            |
| ------ | ---------------- | ----------------- | ----------------- |
| 2009   | Tara Whitten     | Dalila Rodríguez  | Paola Muñoz       |
| 2010   | Sarah Hammer     | Angie González    | María Luisa Cale  |
| 2011   | Marlies Mejías   | María Luisa Cale  | Cari Higgins      |
| 2012   | Marlies Mejías   | Angie González    | Elizabeth Newell  |
| 2013   | Marlies Mejías   | Angie González    | Elizabeth Newell  |
| 2014   | Gillian Carleton | Marlies Mejías    | Jennifer Valente  |
| 2015   | Sarah Hammer     | Allison Beveridge | Angie González    |
| 2016   | Marlies Mejías   | Yareli Salazar    | Lorena Colmenares |
| 2017   | Jennifer Valente | Yareli Salazar    | Angie González    |
| 2018   | Jennifer Valente | Yarely Salazar    | Lina Hernández    |
| 2019   | Jennifer Valente | Allison Beveridge | Maribel Aguirre   |